# Une famille à tout prix
Une famille à tout prix est un téléfilm français de Jacques Renard diffusé en 2002.

## Synopsis
Marc, 15 ans, enfant abandonné, vit dans un foyer de l'Aide Sociale à l'Enfance avec pour seul camarade Olivier, un jeune Antillais du même âge. Il n'a jamais supporté les familles d'accueil. Il voudrait de vrais parents. Un jour, apprenant que son ami Olivier, quitte le foyer pour prendre un nouveau départ avec sa mère, il décide de s'approprier une famille, tous les avantages affectifs et matériels qui vont avec...
Sur le site internet d'une association d'Aide aux Parents des Enfants Disparus, il choisit un garçon dont le profil lui paraît correspondre au sien : Alexandre. Cheveux coupés, cicatrice à l'arcade. Marc se présente, après quelques retouches à l'image de son modèle, chez les Roussel dans la banlieue lilloise. Le choc est violent pour Mireille Roussel.
Mais le doute s'installe peu à peu parmi l'entourage familial, qui, passé l'émotion, commence à s'interroger sur des détails troublants.
Marc réussira-t-il à gagner la place qu'il tente de se faire dans une famille qu'il voudrait être la sienne, mais qui demeure méfiante à son égard ?

## Fiche technique
- Réalisation : Jacques Renard
- Scénario : Laurent Pascaud et Jacqueline Cauët
- Musique : Serge Franklin
- Son : Daniel Banaszak
- Genre : drame psychologique
- Durée : 100 minutes
- Production : Expandrama
- Diffusion : fin 2002

## Distribution
- Dominique Reymond : Mireille
- Arthur Moncla : Marc/Alex
- Alain Cauchy : Patrice
- Lola Zidi : Laetitia
- Marina Golovine : Catherine Moulin
- Francine Olivier : Mamita
- Jacques Disses : Papy
- Daniel Isoppo : André
- Sylvie Debrun : Suzanne
- Brigitte Marvine : la lieutenante
- Philippe Polet : directeur du foyer
- Marie Polet : professeur de français
- Paulinho Belkreir-Légitimus : Olivier
- Celia Rosich : Nathalie
- Mohamed Benouahlima : Aziz
- Damien Jurie : Vincent
- Laura Salvatore